# Tchintaborak
Tchintaborak (auch: Tchin-Taborak, Tchintaboreck, Tchintaborek, Tintaborak, Tin-Taboraq und Tin Teborak) ist ein Dorf in der Landgemeinde Aderbissinat in Niger.

## Geographie
Das von einem traditionellen Ortsvorsteher (chef traditionnel) geleitete Dorf liegt auf einer Höhe von 470 m in der Landschaft Tadrès. Es befindet sich rund 54 Kilometer westlich des Hauptorts Aderbissinat der gleichnamigen Landgemeinde und des gleichnamigen Départements Aderbissinat in der Region Agadez.
Beim Dorf erstreckt sich ein kleiner semipermanenter See, die Mare de Tchintaborak. Die Jagdzone von Tchintaborak ist eines der von der staatlichen Generaldirektion für Umwelt, Wasser und Forstwirtschaft festgelegten offiziellen Jagdreviere Nigers.

## Geschichte

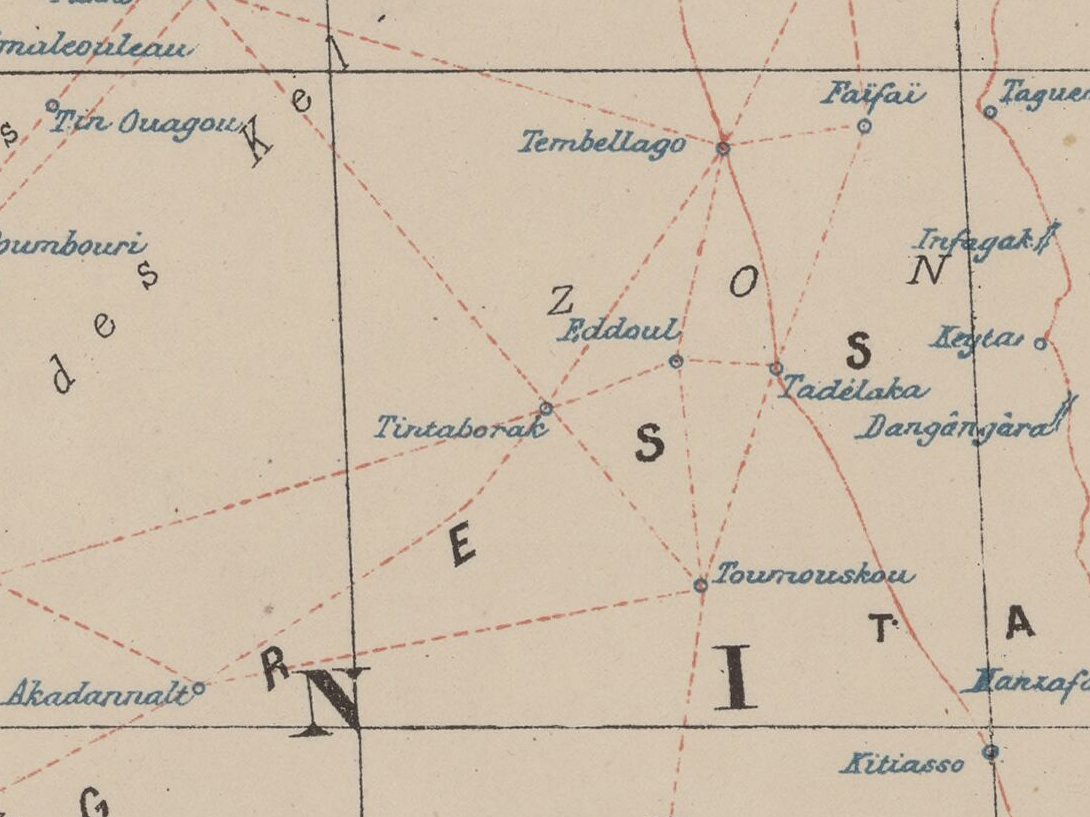
Ausschnitt einer Karte von 1903 mit Tchintaborak (Tintaborak) im Zentrum

In Tchintaborak gerieten am 28. Dezember 1916 französische Kolonialtruppen, die eine Salzkarawane aus Bilma schützen sollten, in einen Hinterhalt des Tuareg-Rebellen Kaocen. Nur wenige Soldaten entkamen lebend. Die Köpfe vier enthaupteter Franzosen wurden mehrere Tage lang in der Stadt Agadez zur Schau gestellt.
Im Jahr 2014 kam es in Tchintaborak zu einer hohen Viehsterblichkeit, die für den von der Viehzucht abhängigen Ort eine große Belastung darstellte.

## Bevölkerung
Bei der Volkszählung 2012 hatte Tchintaborak 1168 Einwohner, die in 222 Haushalten lebten. Bei der Volkszählung 2001 betrug die Einwohnerzahl 799 in 148 Haushalten und bei der Volkszählung 1988 belief sich die Einwohnerzahl auf 3760 in 748 Haushalten.
In der Gegend von Tchintaborak leben Angehörige der Tuareg-Gruppe Imakitan.

## Wirtschaft und Infrastruktur
Der bedeutende Viehmarkt von Tchintaborak wird von Züchtern frequentiert, die hier Vieh für den weiteren Handel verkaufen. Das Marktgelände wurde 2019 renoviert. Das staatliche Versorgungszentrum für landwirtschaftliche Betriebsmittel und Materialien (CAIMA) unterhält eine Verkaufsstelle in Tchintaborak. Von den ortsansässigen Tuareg werden Kamele gezüchtet.
Mit einem Centre de Santé Intégré (CSI) ist ein Gesundheitszentrum im Dorf vorhanden. Es gibt eine Schule. Das nigrische Unterrichtsministerium richtete 1996 gemeinsam mit dem Welternährungsprogramm der Vereinten Nationen zahlreiche Schulkantinen in von Ernährungsunsicherheit betroffenen Zonen ein, darunter eine für Nomadenkinder in Tchintaborak.